# Prueba de CAMP

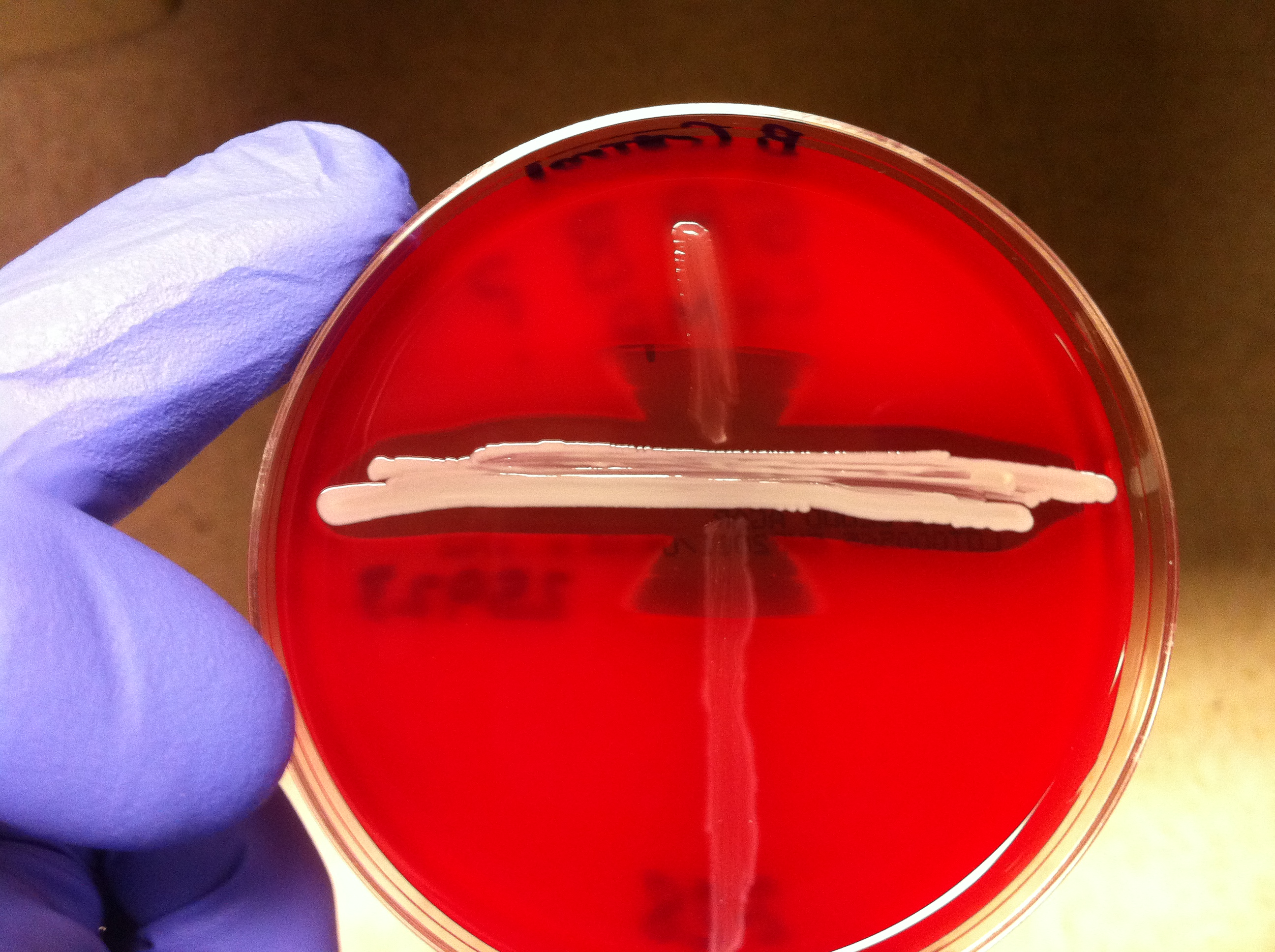
Esto es un ejemplo de una prueba de CAMP positiva, indicada por la formación de una "punta de flecha" donde el Estreptococo del grupo B (Estreptococo agalactiae) se cruza con el Staphylococcus aureus (raya blanca más difusa).

La prueba de CAMP es una prueba para identificar Estreptococo agalactiae del grupo β-hemolitico, que se basa en la formación de una sustancia (factor CAMP) que amplía el área de hemólisis formado por el Staphylococcus aureus.

## Factor CAMP
A pesar de que la prueba es normalmente utilizada para identificar al grupo B de Streptococcus,  hay alguna evidencia que el gen de factor  CAMP está presente en varios grupos de Estreptococos incluyendo grupo A.
Un factor similar ha sido identificado en Bartonella henselae.

## Usos
La prueba de CAMP puede ser usada para identificar al Estreptococo agalactiae. Aunque no es fuertemente beta hemolítico por sí solo, el estreptococo del grupo B se presenta con colonias en forma de "punta de flecha" en presencia de Estafilococo aureus.

## Historia
CAMP es un acrónimo  para Christie, Atkins y Munch Petersen, quienes son los tres investigadores que descubrieron el fenómeno.
A menudo se informa incorrectamente como el producto de cuatro personas (contando Munch Petersen como dos personas). La verdadera relación (tres personas) es la razón para dos guiones y un guion en Christie–Atkins–Munch-Petersen.
El nombre de la prueba no guarda ninguna relación al nombre del segundo mensajero Adenosin monofosfato cíclico (generalmente referido como AMPc).